# Свети Архангели (Солун)
Вижте пояснителната страница за други значения на Свети Архангели.
„Свети Архангели“ (на гръцки: Ιερός Ναός Ταξιαρχών) е средновековна църква в македонския град Солун, част от Солунската епархия на Вселенската патриаршия, под управлението на Църквата на Гърция.
Църквата е разположена в североизточната част на Горния град, на улица „Теотокопулос“, преди кръстовището с „Акрополи“. Храмът е изграден през втората половина на XIV век. В архитектурно отношеие представлява централен кораб с дървен таван, обграден от север, запад и юг от трем с едноскатен покрив, завършващ на изток с два квадратни параклиса. Фасадите са украсени със слепи арки, камени колони и назъбени ленти. Под храма има крипта с галерии, по чиито стени има отвори, служещи за гробници, вероятно монашески, което води до извода, че храмът е бил католикон на неизвестен византийски манастир. От оригиналните стенопси от втората половина на XIV век са съхранени само два – Възнесение и Петдесетница, съответно в източнния и западния фронтон.
След падането на Солун в ръцете на османците в 1430 година, храмът е превърнат в джамия. Новопостроеното минаре има два балкона и заради това джамията е наричана Икъ Шерифе (İki Şerife, Два балкона). След като градът попада в Гърция в 1912 година, храмът отново става църква и е разширен с тесен затворен нартекст на запад, а от юг е построен нов кораб.
- От запад
- Северната фасада
- Иконостасът
- Мозайки от VI век